# Limenitis completa
Limenitis completa är en fjärilsart som beskrevs av Hans Fruhstorfer 1907. Limenitis completa ingår i släktet Limenitis och familjen praktfjärilar. Inga underarter finns listade i Catalogue of Life.